# Charlie Bit My Finger
Pour plus de détails, voir Fiche technique et Distribution.
Charlie Bit My Finger – Again!, plus connue sous les titres Charlie Bit My Finger ou Charlie Bit Me, est une vidéo virale diffusée sur le site YouTube le 22 mai 2007. Elle est notamment connue pour avoir entraîné un phénomène Internet et pour avoir été durant quelques mois la vidéo comptant le plus de vues au monde. 

## Description
La vidéo correspond à une scène familiale. Longue de 55 secondes, elle met en scène deux enfants anglais, Harry Davies-Carr (trois ans) et son frère Charlie (un an). Les deux garçons sont assis sur une chaise, et Harry introduit son doigt dans la bouche de son frère, qui le mord légèrement. Harry déclare alors sur un ton jovial : « Charlie bit me! » (« Charlie m'a mordu ! »). Il réintroduit son doigt dans la bouche de son frère, qui le mord plus fortement. Charlie éclate alors de rire. Son frère sourit et déclare : « Charlie bit me! And that really hurt. » (« Charlie m'a mordu ! Et ça fait vraiment mal. »).
Durant quelques années, elle a fait partie des vidéos comptant le plus de vues au monde,. En mai 2021, elle compte environ 883 millions de vues.
La vidéo a été finalement mise aux enchères en tant que NFT, le 23 mai 2021, date à laquelle elle est supprimée de la plateforme définitivement. Elle a été vendue pour 760 000 dollars. Elle a été ensuite supprimée de la plateforme Youtube, afin que l'acheteur devienne « le seul propriétaire de cette adorable tranche de l’histoire d’Internet ». De nombreuses copies ont été faites.